# Hugh Fortescue (1er comte Fortescue)
Pour les articles homonymes, voir Fortescue.
Hugh Fortescue, 1er comte Fortescue (12 mars 1753 – 16 juin 1841) est un pair britannique, créé comte Fortescue en 1789.

## Biographie
Il est le fils de Matthew Fortescue, 2e baron Fortescue, demi-frère cadet de Hugh Fortescue (1er comte Clinton) (1696-1751), 1er baron Fortescue et 14e baron Clinton.
Il est député de Beaumaris de 1784 à 1785.

## Mariage et descendance
Il est marié à Hester Grenville; fille du premier ministre George Grenville, le 10 mai 1782. Ils ont neuf enfants:
- Hester Fortescue (décédée en 1873), épouse Peter King (7e baron King).
- Hugh Fortescue (2e comte Fortescue)
- George Mathew Fortescue (1791 – 1877), épouse Louisa Ryder, fille de Dudley Ryder (1er comte de Harrowby).
- Mary Fortescue (15 septembre 1792, Filleigh, Devon - 12 août 1874, Londres). Mariée le 15 février 1823 avec James Hamlyn Williams d'Edwinsford, Carms., Et Clovelly, Devon.
- John Fortescue (1796–1869)
- Elizabeth Fortescue (1801 – 1867), épouse William Courtenay (11e comte de Devon).
- Catherine Fortescue (1787 - 20 mai 1854), sourde et muette. Elle épouse en 1820 (comme sa deuxième épouse) son ami de toujours, le comte Newton Fellowes (1772 - janvier 1854), d'Eggesford House, Devon, devenu au cours de la dernière année de sa vie le 4e comte de Portsmouth[1]. Ils ont un fils (le 5e comte de Portsmouth né en 1825, dont tous les comtes ultérieurs descendent) et trois filles. Les deux fils de son mari par sa première épouse sont décédés jeunes et / ou célibataires avant que leur père n'hérite du titre.
- Anne Fortescue (décédée en 1864)
- Eleanor Fortescue (1798-1847), sa tombe est dans l'église de Weare Giffard, dans le Devon.